# Дерюжинский, Глеб (1925)
Дерюжинский, Глеб Глебович (19 марта 1925 года — 9 июня 2011 года) — американский фотограф российского происхождения, снимал для многих известных журналов — Esquire, Glamour, Harper’s Bazaar.

## Биография
Родился в семье скульптора Глеба Владимировича Дерюжинского, который эмигрировал в США в 20-е годы и стал там известным скульптором. Его мать, пианистка Александра Николаевна (урождённая Михайлова), скончалась в 1956 году. В семье Глеб говорил на русском и французском, английский стал изучать после того, как пошёл в школу Троицы в Нью-Йорке. Интерес к фотографии проявился рано, в возрасте 6 лет. Около 10 лет он сам создал увеличитель, в 15 лет вошёл в нью-йоркский Camera Club и стал самым молодым его членом. Во время Второй Мировой войны служил в армии США, в войсках связи, в 19 лет был произведён в сержанты благодаря хорошим знаниям языков. Выучил азбуку Морзе всего за месяц.
Вернувшись в Нью-Йорк после войны, он взял кредит для ветеранов и открыл фотостудию, а в 1948 году его работа впервые попала на обложку журнала (это был Collier’s). Тогда же он начал работать с журналами Glamour, The New York Times Magazine, Look, Life. Наиболее знаковые и популярные свои работы Глеб Дерюжинский создал в период 18-летнего сотрудничества с Harper’s Bazaar. Сначала он работал в Junior Bazaar, журнале для молодой аудитории, затем на него обратила внимание Кармел Сноу и пригласила в основное издание. В расцвете своей карьеры Дерюжинский работал вместе с известными фотографами того времени: Алексеем Бродовичем, Ричардом Аведоном, а наибольшее влияние, по его собственным словам, на него оказали работы Хорста П. Хорста.
В 1952 году женился на модели Сандре Браун, однако брак был коротким и уже в 1954 он женился на Рут Нейман (Ruth Neumann). От этого у него была дочь, Андреа Дерюжински, художник и литератор, которая закончила начатую отцом книгу-биографию «Capturing Fashion».
В 1950-60 его постоянными моделями были Кармен Делль‘Орефиче и Рут Нейман, его третья супруга. Он много путешествовал и фотографировал по всему миру. С 1968 года стал снимать телевизионные ролики для различных компаний (Johnson & Johnson, Dupont и других).
В 1957 году в честь презентации модели Boeing 707 компанией Pan American, Дерюжинский с ассистентом, модным редактором Harper’s Bazaar и двумя моделями, Нейманн и Неной фон Шлебрюгге, отправился в авиапутешествие по миру, в котором он провёл 28 дней, фотографируя в 11 странах. В этом путешествии он получил прозвище «Белый русский». Фотограф Мелвин Сокольский называл Дерюжинского Индианой Джонсом среди модных фотографов, поскольку он летал на личном самолёте в экзотические места для редких кадров. Он снимал моделей в необычном обрамлении: в Бангкоке, на фоне мечети в Индии, на вершине горе в Турции, в спортзале Нью-Йорка, на берегу ночной Сены.
В 1972 после развода с Рут Нейман женился на Уоллис Фейрфакс Голт (Wallis Fairfax Gault), также бывшей модели и уехал с супругой в Дуранго, Колорадо, где прожил с ней около тридцати лет. Затем он также попробовал себя как дизайнер ювелирных изделий, открыв студию «One of a Kind». В числе многочисленных увлечений фотографа также лыжный спорт и планеризм, у него был диплом инструктора, Дерюжинский около двадцати лет работал инструктором по планеризму в Purgatory Ski Area. Он основал в Дуранго аэроклуб и запатентовал конструкцию велосипеда из углеродного волокна, который впоследствии использовался сборной США на Олимпийских играх. Также увлекался музыкой, особенно джазом, поскольку с детства мать научила его игре на пианино, фотографировал многих музыкантов. Дерюжинский участвовал в гонках на машинах Ferrari America и стал одним из лучших американских гонщиков.
После выхода на пенсию он уничтожил многие свои негативы и после его смерти дочь Андреа провела большую работу по восстановлению архива фотографа. Обнаружив, что отец в последние годы своей жизни работал над книгой, она приложила усилия, чтобы закончить и издать её.
Погиб в 86 лет в автомобильной аварии вместе с супругой.